# Jon Hatamiya
Jon Hatamiya (* um 1992) ist ein amerikanischer Jazzmusiker (Posaune, Komposition).

## Leben und Wirken
Hatamiya, der aus der Kleinstadt Davis im Raum Sacramento stammt, begann mit zehn Jahren mit dem Posaunenspiel. Er besuchte die Davis High School (Abschluss 2010) und studierte anschließend an der Manhattan School of Music, mit dessen Orchester unter Leitung von Justin DiCioccio 2012 erste Aufnahmen entstanden (Artistry In Rhythm und  The Symphonic Ellington). Nach dem Abschluss mit dem Bachelor of Music als Jazz-Posaunist (verbunden mit dem John-Clark-Preis für herausragende Leistungen in der Blechbläser-Darbietung) erwarb er den Master of Music im Jazz-Studiengang an der University of Southern California und einen zusätzlichen Master of Music am Thelonious Monk Institute als Jazzinterpret (Abschluss 2016).
In den folgenden Jahren spielte Hatamiya u. a. mit Michael Zilber (East West : Music For Big Bands, Origin Records, 2018), im Logan Kane Nonet (Nope, Science, 2019), in der New Yorker Bigband Kyle Athayde Dance Party, in der Bob Mintzer Big Band, in der John Daversa Progressive Big Band und im Jazz at Lincoln Center Orchestra unter Leitung von Wynton Marsalis. 2019 nahm er in Los Angeles sein Debütalbum  More Than Anything (Orenda) auf. Im Bereich des Jazz war er laut Tom Lord zwischen 2012 und 2019 an fünf Aufnahmesessions beteiligt. Er arbeitete weiterhin als Sessionmusiker für Michael Bublé (Love, 2018). Die EP Some Might Say (Revisited) mit dem Keyboarder Jacob Mann folgte 2020, ebenso sein im Septett eingespieltes Album More Than Anything für Orenda Records.
Hatamiya erhielt 2015 den Herb Alpert Young Jazz Composer Award der ASCAP und 2016 den DownBeat Student Music Award für seine Verdienste als Komponist und Arrangeur. Sein Kollege Ryan Keberle sagte zu seiner Musik („The Little Island (Dreamscape #2)“ vom Album More Than Anything) in einem Blindfold-Test, „der Posaunist klang manchmal ein bisschen wie Jacob Garchik, aber ich glaube nicht, dass er es ist. [...] Ich liebe es, die Posaune rocken zu hören und habe keine Angst davor, Glissando zu benutzen und einige Geräusche zu machen, die nicht perfekt rund und zentriert sind. 5 Sterne [sind] sicher.“ S. Victor Aaron (Something Else!) lobt den Einfallsreichtum in Bezug auf all die kleinen Details; das mache More Than Anything zu einer der besten Jazz-Debütaufnahmen des Jahres 2020.